# Operation
Operation je druhé studiové album německé rockové skupiny Birth Control. Album vyšlo v roce 1971 u vydavatelství Ohr.

## Seznam skladeb
| Pořadí | Název                         | Autor           | Délka |
| ------ | ----------------------------- | --------------- | ----- |
| 1.     | Stop Little Lady              | Frenzel, Ruffin | 7:19  |
| 2.     | Just Before the Sun Will Rise | Frenzel         | 7:39  |
| 3.     | The Work Is Done              | Frenzel         | 6:00  |
| 4.     | Flesh and Blood               | Frenzel         | 3:29  |
| 5.     | Pandemonium                   | Frenzel         | 6:36  |
| 6.     | Let Us Do It Now              | Frenzel         | 11:13 |

## Sestava
- Bruno Frenzel – kytara, zpěv
- Bernd Koschmidder – baskytara
- Bernd Noske – bicí, zpěv
- Reinhold Sobotta – varhany